# 恰尔迈杰迪亚
恰尔迈杰迪亚（Char Maijdia），是印度西孟加拉邦Nadia县的一个城镇。总人口5003（2001年）。

## 人口
该地2001年总人口5003人，其中男性2564人，女性2439人；0—6岁人口494人，其中男237人，女257人；识字率71.40%，其中男性为79.06%，女性为63.35%。